# Asiotmethis heptapotamicus
Asiotmethis heptapotamicus is een rechtvleugelig insect uit de familie Pamphagidae. De wetenschappelijke naam van deze soort is voor het eerst geldig gepubliceerd in 1898 door Zubovski.